# 草野黑粉菌
草野黑粉菌（学名：Ustilago kusanoi）是属于黑粉菌目黑粉菌科黑粉菌属的一种真菌，寄生在禾本科植物上。该种分布于中国、日本、菲律宾、俄罗斯等地。